# Desa Sangiang (administrativ by i Indonesien, Nusa Tenggara Barat)
Desa Sangiang är en administrativ by i Indonesien.   Den ligger i provinsen Nusa Tenggara Barat, i den centrala delen av landet, 1 400 km öster om huvudstaden Jakarta.